# لياندرو (لاعب كرة قدم مواليد 1988)
لياندرو هو لاعب كرة قدم برازيلي في مركز الوسط، ولد في 31 يناير 1988 في ساو باولو في البرازيل. لعب مع Grêmio Esportivo Osasco ‏.